# Reinoud II. van Brederode

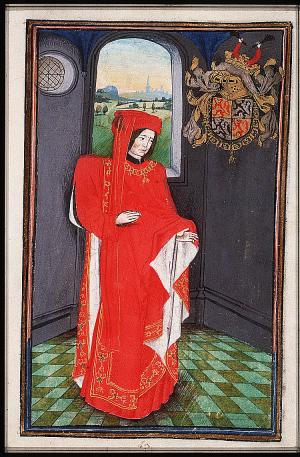
Reinoud II. van Brederode im Wappenbuch des Ordens vom Goldenen Vlies (Den Haag, KB, 76 E 10, fol. 60r)

Reinoud II. van Brederode (deutsch auch Rainald; * 1415 in Santpoort; † 16. Oktober 1473 in Vianen) war ein niederländischer Adliger aus dem Geschlecht der Brederode.

## Biografie
Er war der Sohn von Walraven I. van Brederode und Johanna van Vianen, den er als neunter Herr von Brederode beerbte. Darüber hinaus führte er die Titel eines souveränen Vrijheeren von Vianen und Ameide, eines Herren von Lexmond, Heicop, Boicop, Meerkerk, Tienhoven und Twaalfhoven. Sein väterlicher Onkel Willem van Brederode war bis zu seiner offiziellen Ernennung zum Herrn im Jahre 1438 Regent der Herrschaften Brederodes.
Im Jahre 1445 wurde er in den Orden vom Goldenen Vlies aufgenommen, und zum Erbburggrafen von Utrecht ernannt. Des Weiteren war er Ritter im Orden von Jerusalem. Reinoud stand seinem Bruder Gijsbrecht van Brederode, dem Fürstbischof von Utrecht, in seinem Disput mit David von Burgund zur Seite. Dabei wurden die Gebrüder Brederode von ihm gefangen genommen und gemartert. Nach dem Jahre 1470 wurden ihnen durch Karl dem Kühnen die Freiheit wiedergegeben. Reinoud II. konnte sich aber nach diesen Geschehnissen nicht mehr erfangen.
Verheiratet war Reinoud II. mit Elisabeth Willems; aus dieser Ehe entstammten sieben Kinder, welche aber nicht als rechtmäßig angesehen wurden und daher als Bastarde angesehen wurden. Im Jahre 1458 verheiratete sich Reinoud II. erneut, diesmal mit Yolanda van Lalaing, einer Tochter von Willem van Lalaing. Dieser Ehe entsprangen weitere sieben Kinder, darunter Walraven II., sein Erbe als 10. Herr von Brederode, Erbburggraf von Utrecht, Souveräner Herr von Vianen und
Frans van Brederode, holländischer Militärführer im Jonker Fransenoorlog.